# Gabara lignea
Gabara lignea är en fjärilsart som beskrevs av William Schaus 1904. Gabara lignea ingår i släktet Gabara och familjen nattflyn. Inga underarter finns listade i Catalogue of Life.